# Regne de Rhinns
El Regne de Rhinns o Na Renna (gaèlic escocés: Na Rannaibh) fou un senyoriu nòrdic gaèlic que apareix en els registres històrics al segle xi. Es considerava una província independent que formaria més tard, junt amb Farines (hui Machars), el Comtat de Wigtown. En la Martirologia d'Óengus s'ofereix una idea sobre el domini viking d'aquest regne al s. XI, i se cita Dún Reichet (Dunragit) i Futerna (Whithorn) com a part seua.
La colonització vikinga de la zona de Galloway s'originà en la migració des de les Illes del Nord. Els nous colons s'anomenaren Gall-goídil (nòrdics gaèlics) (nòrdic antic: Gaddgeðlar) pels seus veïns escots i britans i dominaren la península de Rhinns cap a la fi del s. X o primeria de l'XI. Aleshores ja eren un grup mixt gaèlicoescandinau i tot i que els protagonistes de la migració no penetraren en gran nombre com en altres assentaments, l'impacte de la seua presència i influència política a l'àrea fou enorme. Les relacions dels monarques de Rhinns amb dinasties d'Argyll, les illes i Noruega continuaren fins al segle XIII. Els jaciments arqueològics mostren semblances amb altres llogarets vikings com Waterford i Dublín, per la qual cosa la influència de la dinastia Uí Ímair en el govern de Rhinns és més que una teoria.

## Etimologia
Rhinns significa 'península' i es refereix en concret al sud-oest d'Islay, part de l'illa propera a Irlanda.

## Monarques vikings de Rhinns
En els texts, se citen expressament tres reis (nòrdic antic: konungr) que governaren el Regne de Rhinns, i un, Suibne mac Cináeda, sobretot el territori de Galloway:
| Data    | Nom                                                      | Govern | Notes |
| ------- | -------------------------------------------------------- | --- | --- |
| m. 1034 | Olaf Sigtryggsson (també conegut com Amlaíb mac Sitriuc) | No era l'únic regne d'Olaf; segons la Vida de Gruffydd ap Cynan, governà a «Dublín, Mann, Galloway, Rhinns, Anglesey i Gwynedd». | Fill de Sigtrygg Silkiskegg. La seua filla Ragnhild fou mare de Gruffydd ap Cynan.(6)                                                        |
| m. 1034 | Suibne mac Cináeda (també conegut com Sven Kennethson)   | rí Gallgaidhel (7)(8) | Succeí Olaf Sigtryggsson, però mor aquest mateix any.(9) L'esment de Suibne com a «rei» suggereix que el govern de Galloway fou independent. |
| m. 1065 | Echmarcach mac Ragnaill                                  | rex inna Renn(10)(11) | Abans, rei de Dublín i Mann; a la seua mort, se l'esmenta com a «Rei dels Rhinns».(12)                                                       |
| m. 1094 | Mac Congail                                              | rí na Rend(13) | Només se'l coneix per una nota sobre la seua mort.(14)(15)                                                                                   |